# Commersonia multiloba
Commersonia multiloba là một loài thực vật có hoa trong họ Cẩm quỳ. Loài này được C.F.Wilkins & Whitlock mô tả khoa học đầu tiên năm 2005.